# E-Tretroller

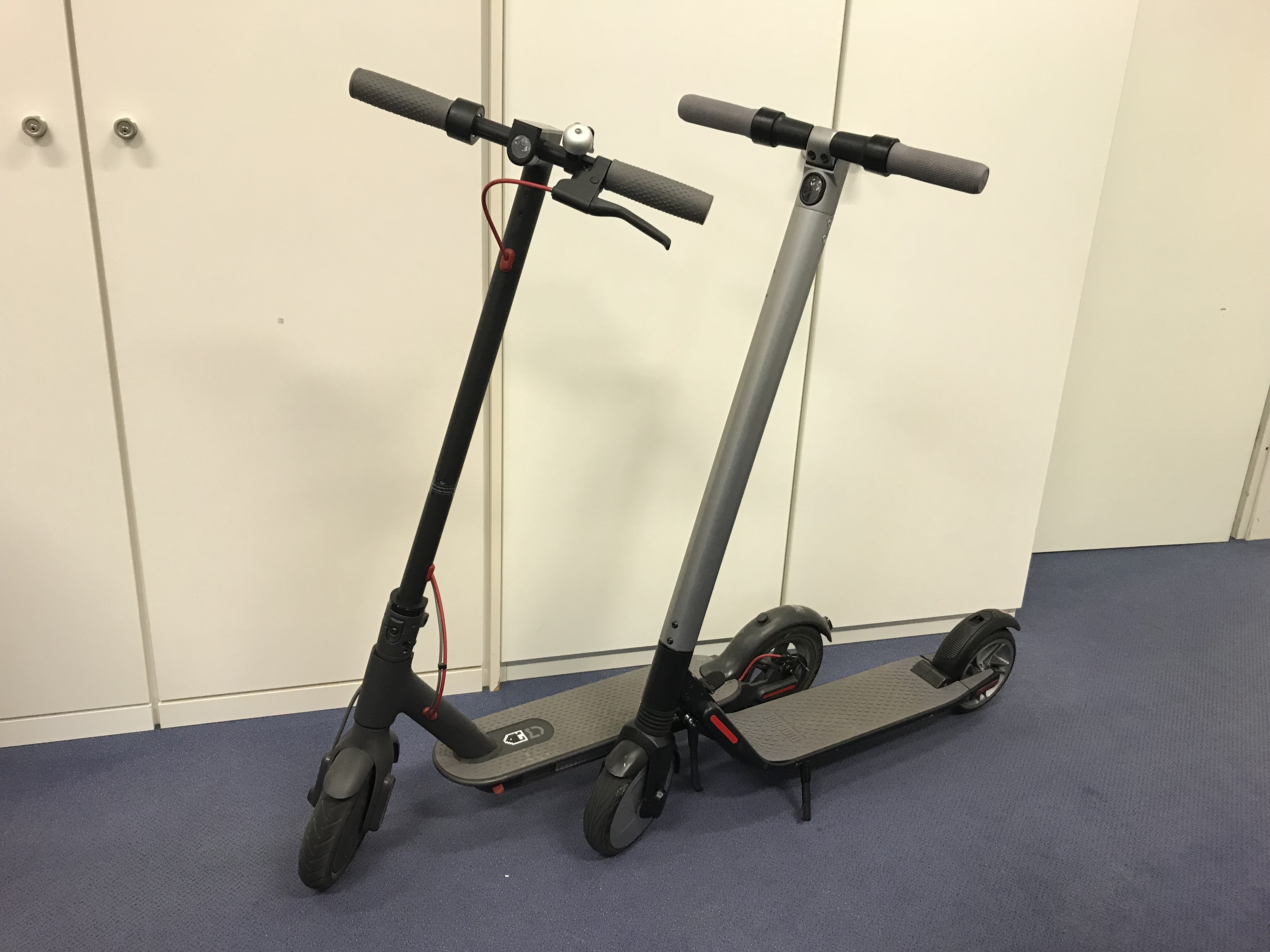
Zwei nebeneinander abgestellte Elektrotretroller

Ein E-Tretroller, Elektro-Tretroller, Elektrotretroller oder auch E-Scooter, schweizerisch auch E-Trottinett oder E-Trotti, ist ein kleines einspuriges Kraftfahrzeug, das einem Tretroller ähnelt, aber üblicherweise nicht durch Treten, sondern von einem Elektromotor angetrieben wird. Die Fortbewegung durch Treten kann je nach Modell dennoch möglich sein. Es gibt Ausführungen mit und ohne Sitz, sodass der Fahrer sitzt oder steht. Die Bezeichnung E-Scooter wird auch für Elektromotorroller und Elektromobile verwendet, die hier nicht gemeint sind. 

## Zweck
Elektroroller sind für die Nutzung auf kurze Entfernungen konzipiert, beispielsweise von zu Hause zum nächsten Stadtbahnhof oder vom Auto-Parkplatz nach Hause, wenn vor dem Haus kein Parkplatz zur Verfügung steht. In diesem Zusammenhang sprechen die Betreiber von der „letzten Meile“. 

## Aufbau und Eigenschaften
Ein Elektro-Tretroller besteht hauptsächlich aus Kunststoff, Stahl und Aluminium und hat zwei Räder, zwischen denen sich ein Trittbrett befindet. Über dem Vorderrad erhebt sich die Lenkstange, die auch als Knüppel ausgeführt sein kann. Die leichtesten Modelle wiegen ca. 7 kg, die schwersten Modelle mehr als 20 kg.
Die Reifen haben Durchmesser von 5 bis 12 Zoll (12,5 bis 30 cm). Es sind Vollgummireifen, Luftreifen oder Luftkammerreifen (Mischung aus Vollgummi- und Luftreifen, welche die Vorteile dieser beiden Varianten vereinen sollen. Der Reifen besteht aus Kunststoff und ist in Kammern unterteilt (segmentiert), so dass bei Schäden an der Lauffläche nur unbedeutende Mengen Luft austreten.) Viele Modelle besitzen eine Federung vorne und hinten zur Stoßunterdrückung.
Die elektrische Energie für den Elektromotor liefert ein Akkumulator, der entweder unter dem Trittbrett, an oder in der Lenkstange oder über dem Vorderreifen angebracht ist. Meistens werden Lithium-Ionen-Akkumulatoren verwendet. Einige Modelle bieten die Möglichkeit, einen zusätzlichen Akku einzubauen oder den bestehenden Akku zu tauschen.
In den meisten europäischen Staaten müssen Elektroroller eine Beleuchtung (vorn und hinten), eine Klingel und zwei voneinander unabhängige Bremsen haben, um legal fahren zu können. In Deutschland und Frankreich, nicht aber Italien, Österreich und der Schweiz ist zusätzlich ein Versicherungsnachweis erforderlich. Die Bremsen bestehen zum Beispiel aus einer elektrischen Bremse am Vorderrad sowie einer mechanischen Schutzblechbremse am Hinterrad. Es werden auch Scheibenbremsen, Trommelbremsen oder Rekuperationsbremsen eingesetzt – letztere führen beim Bremsen dem Akku Energie zu und vergrößern damit die Reichweite.
Viele Roller haben heute Blinker als Fahrtrichtungsanzeiger. Das erspart das gefährliche einhändige Fahren beim Abbiegen.
Manche der Elektroroller erreichen 45 km/h; zugelassen sind 25 km/h in Österreich bzw. 20 km/h in Deutschland und in der Schweiz. In manchen Städten gelten Höchstgeschwindigkeiten (z. B. 25 km/h in Wien), die durch technische Maßnahmen an den Rollern gewährleistet werden.

## Straßenzulassung

### Rechtslage in Deutschland

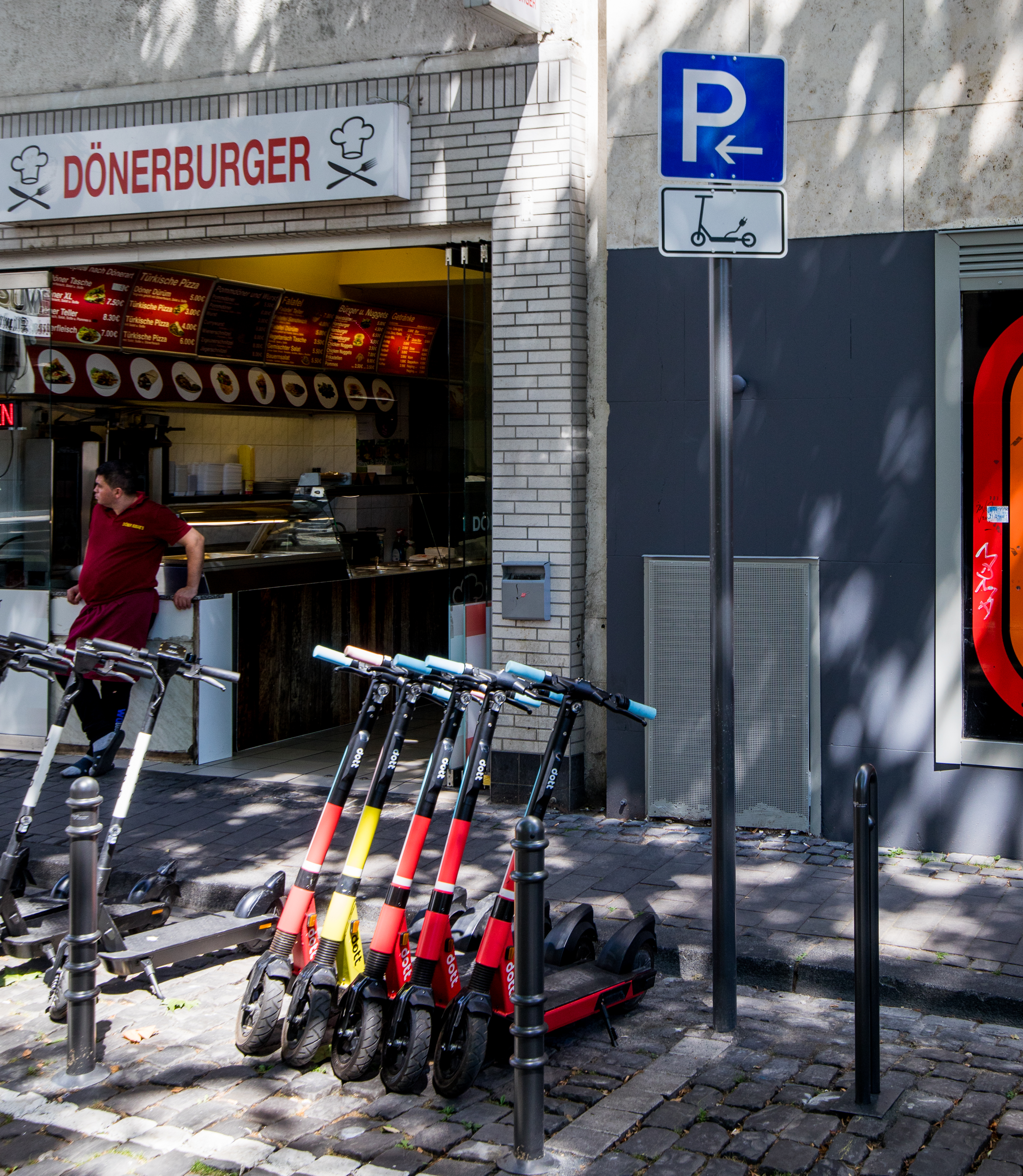
Für E-Roller ausgewiesener Parkplatz in der Altstadt von Köln

Nach deutschem Recht handelt es sich bei E-Tretrollern um Elektrokleinstfahrzeuge, deren Verwendung in der Elektrokleinstfahrzeuge-Verordnung geregelt ist. 

In Deutschland sind die Elektroroller im öffentlichen Verkehrsgrund seit dem 15. Juni 2019 legal. Zulassungsfähig sind Elektroroller bis maximal 20 km/h, für das Fahren ist keine Prüfung, aber ein Mindestalter von 14 Jahren erforderlich. Einzelheiten zur Zulassung und Straßenbenutzung in Deutschland siehe 
Vorher durften Elektroroller im öffentlichen Straßenraum nur verwendet werden, wenn sie all jene Merkmale aufwiesen, die etwa auch für ein Moped verlangt werden, also festinstallierter Sitz, eingebaute Beleuchtung, Rückspiegel, Dualbremsen, Kennzeichen, Haftpflichtversicherung und Konformitätsprüfung (§ 20 oder 21 Straßenverkehrs-Zulassungs-Ordnung (StVZO)).
Es besteht die Pflicht, ausschließlich auf Radwegen oder -streifen zu fahren. Sind solche nicht vorhanden, muss der Rollerfahrer die Fahrbahn benutzen. Das Fahren auf Gehwegen ist untersagt. Außerdem ist es verboten, zu zweit zu fahren.
Bisher besteht keine Helmpflicht, jedoch wird dies wegen vieler, teilweise schwerer Unfälle diskutiert. Das Bundesland Berlin wird das dort geltende Straßengesetz um einen Paragraphen 11a ergänzen, der das gewerbliche Anbieten von Mietfahrzeugen regelt: die Aufstellung von E-Scootern, Leihfahrrädern oder Leihmotorrollern im öffentlichen Straßenraum gilt als Sondernutzung, für welche eine Erlaubnis eingeholt werden muss. Der Senat legt die Flächen fest, auf denen die genannten Fahrzeuge nicht parken dürfen. Im Januar 2020 waren in Berlin fünf Anbieter von E-Scootern mit 126.000 Fahrzeugen, sieben Anbieter mit 14.000 Leihfahrrädern und ein Anbieter mit 800 Elektromotorrollern bekannt, die die Regelung betrifft. In München kann die Ausleihe eines E-Tretrollers seit 2022 in der Altstadt nur auf ausgewiesenen Parkflächen beendet werden; andernfalls läuft die Uhr weiter.

### Rechtslage in Österreich
Elektroroller mit einer Bauartgeschwindigkeit bis 25 km/h und einer Antriebsleistung von maximal 600 Watt werden in Österreich rechtlich wie ein Fahrrad behandelt. Geregelt ist dies in § 2 Abs. 1 Z 22 lit d Straßenverkehrsordnung 1960 iVm § 1 Abs. 2a KFG 1967. Das Fahren mit einem Elektroroller ist in Österreich nur auf Verkehrsflächen erlaubt, auf denen auch Fahrräder fahren dürfen. Das Fahren auf Gehsteigen und in Fußgängerzonen ist dabei nur gestattet, wenn das Fahrzeug antriebslos nur als Trittroller durch eigene Muskelkraft benutzt wird. Die Verhaltensregel gilt auch hier wie in anderen Verkehrsbereichen, dass Fußgänger dadurch weder behindert noch gefährdet werden dürfen.
Damit E-Scooter in Österreich legal im Straßenverkehr genutzt werden dürfen, müssen sie über eine wirksame Bremsvorrichtung, Rückstrahler (vorne weiß, hinten rot) und bei Dunkelheit über ein weißes Licht vorne, bzw. über ein rotes Licht hinten verfügen. Im Gegensatz zu Deutschland ist weder ein Kennzeichen noch eine Haftpflichtversicherung vom Gesetzgeber vorgeschrieben.

### Rechtslage in der Schweiz
Das Bundesamt für Strassen ASTRA hat per 1. Februar 2019 ihre Zusammenstellung der wichtigsten Vorschriften über Zulassung und Betrieb von Motorfahrrädern und Elektro-Rikschas aktualisiert. Darin fallen E-Trottinetten unter die Fahrzeug-Subart Leicht-Motorfahrrad. Danach gelten in der Schweiz ähnliche Regeln wie in Österreich. Der E-Scooter ist dem Fahrrad gleichgestellt, Höchstgeschwindigkeit (ohne Treten) liegt bei 20 km/h, Mindestnutzeralter sind 16 Jahre (zwischen 14 und 16 Jahre erlaubt, bei Besitz der Klasse M), es besteht keine Versicherungs-, Kennzeichen- und Helmpflicht. In der Schweiz sind auch sogenannte E-Tretroller zugelassen, der Elektromotor funktioniert bei diesen Rollern als Trethilfe (ähnlich einem Pedelec-Fahrrad). Die Höchstgeschwindigkeit dieser Roller darf dann 25 km/h betragen. Laut verschiedenen Medienberichten dürfen in der Schweiz ab dem 1. Juli 2025 auch zwei Personen auf einem E-Scooter mitfahren, wenn das Fahrzeug dafür vorgesehen ist.

### Rechtslage in verschiedenen europäischen Ländern
In einigen europäischen Ländern, so Frankreich, Österreich oder Spanien, liegt die erlaubte bauartbedingte Höchstgeschwindigkeit für E-Scooter bei 25 km/h, hingegen liegt in Dänemark, Deutschland, Griechenland, Italien, Norwegen, Schweden und der Schweiz die erlaubte Höchstgeschwindigkeit bei 20 km/h. Des Weiteren gibt es von Land zu Land verschiedene Regelungen bezüglich des Mindestalters. So ist es in Griechenland und Italien beispielsweise ab einem Alter von 18 Jahren gestattet, E-Scooter zu fahren, während in Frankreich 12-jährige damit fahren dürfen. Eine Versicherungspflicht kennen Deutschland und Frankreich. In den Niederlanden und im Vereinigten Königreich sind E-Scooter ganz verboten (Stand: 10/2020), in Spanien gibt es keine landesweite Regeln, sondern diese sind von Kommune zu Kommune unterschiedlich.
Bei einer als bindend erklärten Bürgerbefragung in Paris haben sich am 2. April 2023 89 Prozent der Stimmenden gegen einen Weiterbetrieb von E-Tretroller-Verleihsystemen in Paris ausgesprochen. Die Lizenzen liefen im August 2023 aus.

## Kritik

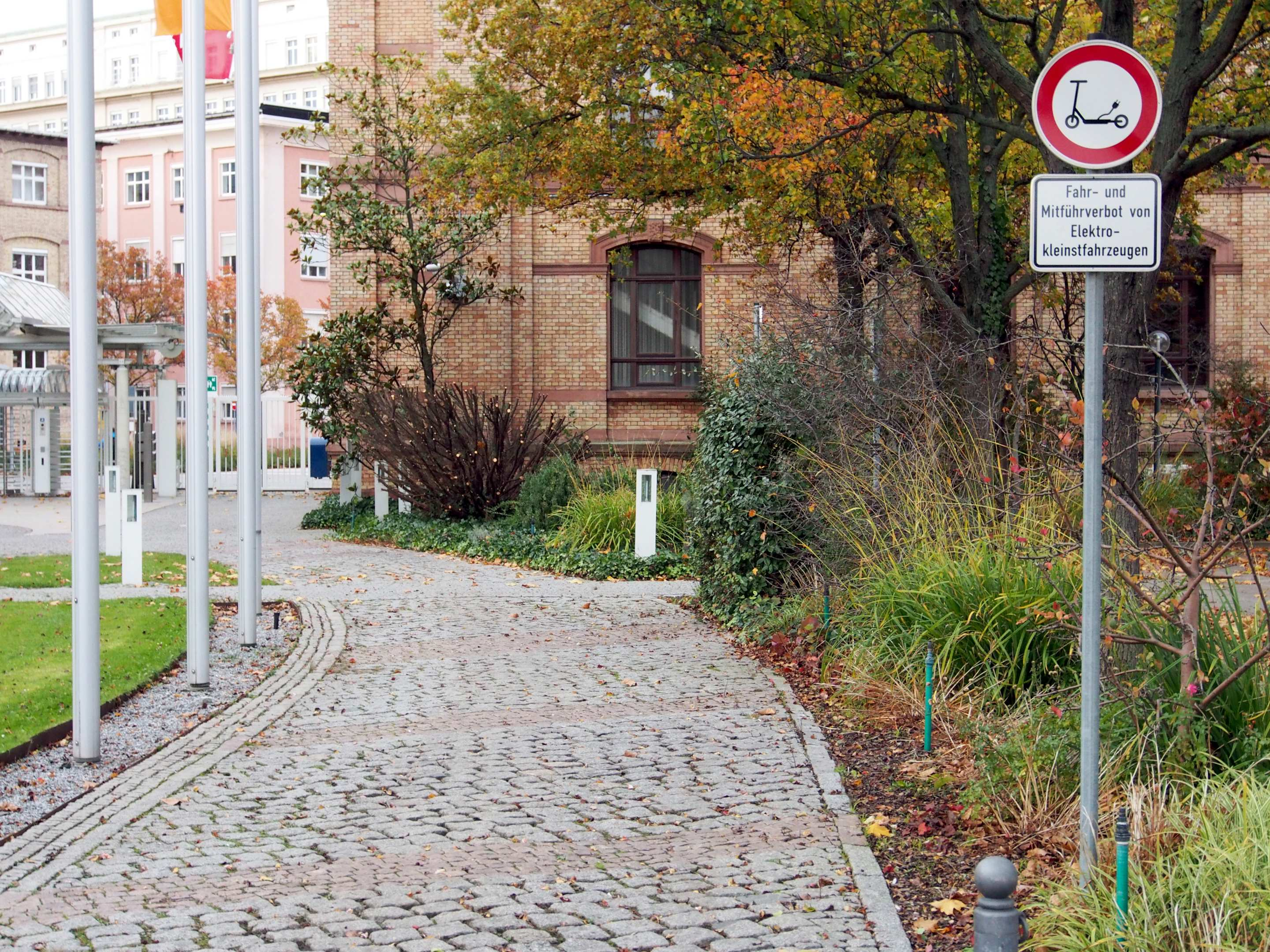
Fahr- und Mitführverbot (auf einem Fabrikgelände)

### Allgemein
In mehrfacher Hinsicht wird Kritik an Elektrorollern vorgebracht. Erstens bergen sie nach Ansicht der Deutschen Gesellschaft für Unfallchirurgie (DGU) eine erhebliche Unfallgefahr; insbesondere Schädel-Hirn-Traumata sowie Verletzungen der Sprunggelenke (die „Trittbretter der Roller sind tief, sodass sich bei Stürzen der Fuß schnell darunter verfängt“) werden befürchtet. Andere Verkehrsteilnehmer sollen sich nur schwer auf die neuen Fahrzeuge einstellen können. Kritiker verweisen auf durch E-Scooter gestiegene Unfallzahlen, beispielsweise in den USA.

### Umweltschäden
Die Herstellung der Akkus ist sehr energieintensiv und die Gewinnung der hierfür benötigten Rohstoffe geht mit Umweltbelastungen einher (siehe auch CO2-Bilanz von Lithium-Ionen-Akkumulatoren). Für die Umweltbilanz ist darüber hinaus problematisch, dass die Fahrzeuge durch schlechte Qualität, sehr schnelle Innovationszyklen (siehe auch Obsoleszenz) oder vandalierende Entsorgung in Seen und Flüssen oft nur eine sehr kurze Lebensdauer aufweisen. Im Sharingbetrieb liegt sie laut Studien von 2018 teilweise nur zwischen 28 Tagen und drei Monaten. Aufgrund des häufig erforderlichen Akkuaustauschs gilt die Umweltbilanz (Stand 2019) als negativ und Elektrotretroller als „nicht besonders umweltfreundlich“. Dies wird von den Sharing-Anbietern dementiert und als Vorurteil aus der Anfangszeit bezeichnet. Die Lebensdauer der Fahrzeuge liegt bei Lime bei über fünf Jahren und der Vandalismus ist stark zurückgegangen, zumal um Gewässer generell Abstellverbote liegen (Stand 2023).

### Emissionen durch klimaschädliche Verkehrsverlagerungen
Die Bezeichnung „umweltfreundlich“ trifft laut deutschem Umweltbundesamt auf E-Scooter nur zu, wenn mit ihnen tatsächlich Autofahrten ersetzt würden. Bisher gibt es lediglich eine Studie, die aufgrund von Schätzungen den E-Scootern eine positive Ökobilanz im Vergleich zu anderen Verkehrsmitteln konstatiert.
Eine Studie der ETH Zürich kommt zu dem Ergebnis, dass diese Roller dem Klima mehr schaden als nützen, da sie vorrangig dazu benutzt würden, Fahrten mit dem Öffentlichen Nahverkehr und dem Fahrrad sowie das Zufußgehen zu ersetzen. Demgegenüber hätten sie eine schlechtere Umweltbilanz aufzuweisen. Eine US-Studie kommt zum Ergebnis, dass lediglich 1/3 der Scooter-Fahrer ansonsten mit dem eigenen Auto gefahren wären.
Auch das nächtliche Laden der E-Scooter durch die sogenannten „Juicer“ (Selbstständige in meist prekärer Abhängigkeit), die dafür nächtens zweimal (zum Abholen und Zurückbringen) mit ihren Autos mit Verbrennungsmotoren durch die Innenstädte fahren, verschlechtert die Klimabilanz.

### Gefahr für andere Verkehrsteilnehmer

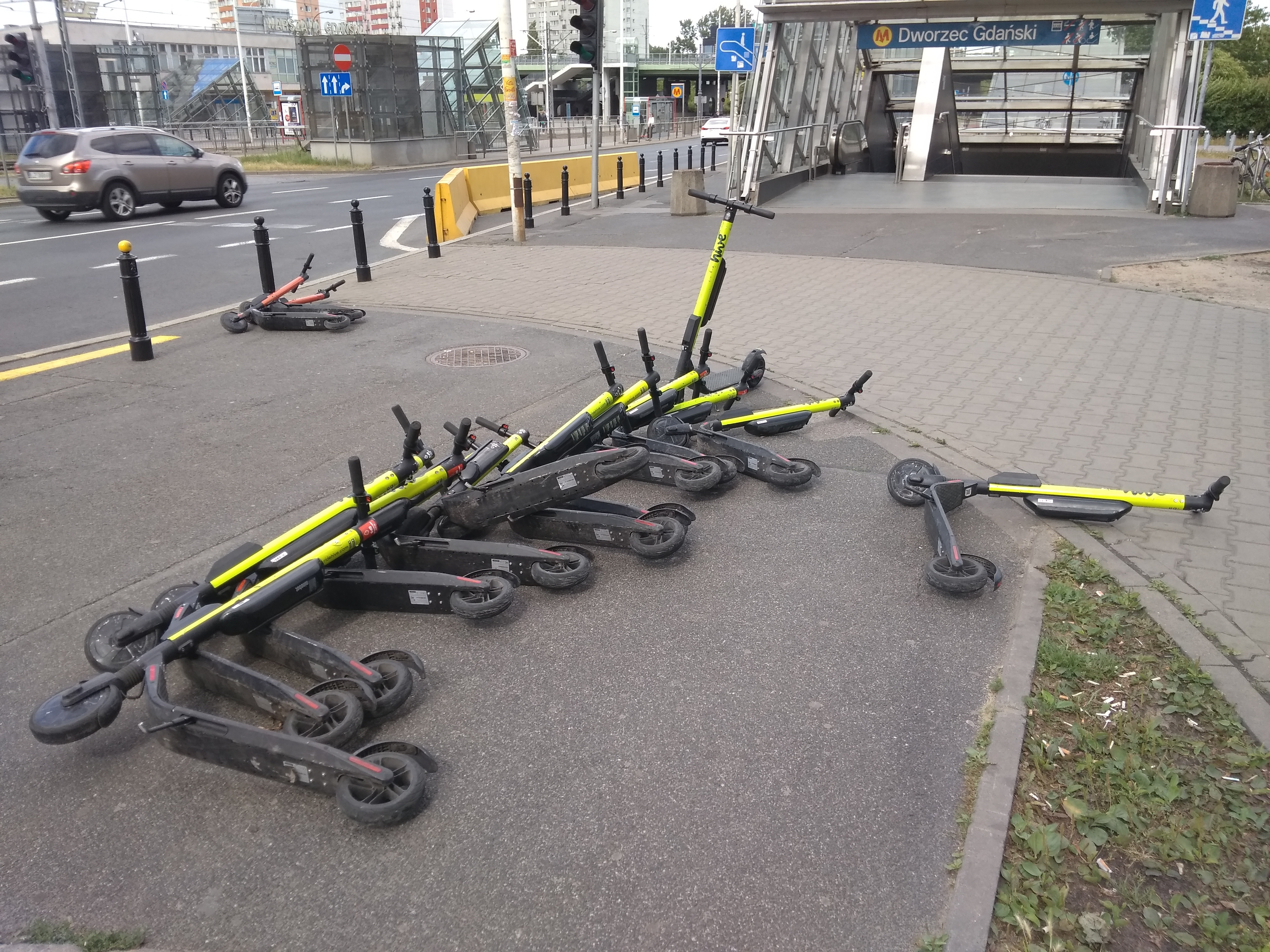
Umgekippte Leih-Scooter auf einem Gehweg in Warschau

Im Rahmen der Zulassung von E-Scootern in Deutschland im Mai 2019 kam es zu vielfacher Kritik, insbesondere von Senioren und Behinderten und ihren Vertretungen, aber auch von Fußgängern generell. Sie fürchten eine erhebliche Gefährdung und Verunsicherung in ihrem bisher sicheren Straßenverkehrsbereich, den Gehwegen. E-Scooter seien mehr als doppelt so schnell wie Fußgänger und teilweise sogar als Radfahrer. Darüber hinaus sind sie kaum hörbar, warnte beispielsweise Siegfried Brockmann von der Unfallforschung der Versicherer.
Auch auf Radwegen oder auf der Straße seien E-Scooter problematisch. So sieht der ADFC die Zulassung von E-Scootern zwar grundsätzlich als Chance, kritisiert aber, dass Radfahrer die ohnehin unzureichenden Radwege nun zusätzlich mit E-Scooter-Fahrern teilen müssten.
Auch die Gewerkschaft der Polizei warnt vor den E-Scootern; sie könnten die bereits seit längerem hitzige Lage im innerstädtischen Straßenverkehr weiter zuspitzen. Zudem seien die Beamten außer Stande, zusätzlich rollenden E-Verkehr auf Bürgersteigen zu moderieren und zu kontrollieren.
Im Ergebnis haben viele Deutsche Angst vor E-Scootern (36 % fürchten sich einer YouGov-Umfrage zufolge vor E-Scootern). Um dieser Angst und der Kritik zu begegnen, haben die Sharing-Anbieter begonnen, in freiwilligen Einführungskursen Verkehrsregeln für den Umgang mit den E-Rollern zu vermitteln. Da die Identifizierung ihrer Nutzer kaum möglich ist, hat Gelsenkirchen als erste deutsche Stadt im April 2024 sämtliche Fahrzeuge aus dem Verkehr gezogen. Dies betrifft die Verleih-Unternehmen Bolt und Tier Mobility.
Das Bayerische Oberste Landesgericht entschied Mitte August 2020 in letzter Instanz, dass einem E-Scooter-Fahrer wegen Trunkenheit am Rollerlenker unter anderem der Führerschein entzogen wird. Damit setzte der Strafsenat den E-Roller mit einem Kraftfahrzeug gleich, für das eine absolute Fahruntauglichkeitsgrenze von 1,1 Promille gelte. 2200 Euro Geldstrafe, drei Monate Fahrverbot für Kraftfahrzeuge aller Art (also auch E-Scooter) und Einziehung seines Führerscheins für sieben Monate lautete das Urteil. Somit liege eine höchstrichterliche Rechtsprechung zu den Promillegrenzen für E-Scooter vor, teilte ein Justizsprecher mit. Zwar könnten Gerichte in Deutschland nach wie vor nach eigenem Ermessen urteilen, doch die Staatsanwaltschaften könnten sich nun bei Berufungen oder Revisionen auf das bayerische Urteil stützen.
Bei umfangreichen Verkehrskontrollen Anfang September 2023 in Wien kam es zu zahlreichen Anzeigen.

### Platzverbrauch (Leihscooter)
In den meisten deutschen Städten fallen E-Tretroller kommerzieller Anbieter unter den Gemeingebrauch. Demzufolge können die Roller im öffentlichen Raum, etwa auf Gehwegen, abgestellt werden. Anbieter von E-Tretrollern zum Ausleihen müssen in diesem Fall keine Gebühren für die Flächennutzung zahlen. Dies ist etwa in Hamburg oder München der Fall. Anders stellt sich die Rechtslage in Städten dar, die die Leihroller als gewerbliche Vermietung klassifizieren. In diesem Fall können Städte Gebühren für das Abstellen im öffentlichen Raum erheben und Auflagen verhängen. So verlangt die Stadt Köln eine Sondernutzungsgebühr von 85 bis 130 Euro pro gewerblich angebotenem E-Tretroller und Jahr. Die Anbieter klagten gegen die Kölner Regelung und verloren vor Gericht. Der Städte- und Gemeindebund sprach sich für eine allgemeine Einstufung als Sondernutzung aus.
Mobilitätsforscher Andreas Knie hält die Parkproblematik von E-Tretrollern dagegen für behebbar und bewertet sie bezüglich Flächennutzung als deutlich vorteilhaft gegenüber Autos. Tatsächlich seien E-Scooter die „beste Erfindung der letzten 20 Jahre“. Sofern man auf unterstützende Fortbewegungsmittel angewiesen ist, könnten E-Tretroller die letzte Meile zu oder von öffentlichen Verkehrsmitteln aus überbrücken.

### Datenschutz (Leihscooter)
Der Hamburgische Datenschutzbeauftragte Johannes Caspar weist darauf hin, dass viele Anbieter E-Scooter nur unter einem erheblichen Eingriff in die Privatsphäre der Nutzer zur Verfügung stellten. Jeder zurückgelegte Meter werde aufgezeichnet und könne zu einem Bewegungsprofil zusammengefügt werden. Erhoben würden für gewöhnlich Kontaktdaten, Kontodaten, Daten über die Nutzung des Internetangebots, gegebenenfalls Daten von verlinkten Drittanbieterdiensten, Daten, die von den Anbietern durch Marketing- und Werbepartnern über den Kunden bereitgestellt werden, sowie eben auch die Standortdaten, die neben Ausleih- und Abstellort des E-Scooters auch den gesamten Fahrverlauf umfassten. Diese Daten seien für die Verleiher selbst, für Geschäftspartner, Werbetreibende sowie für lokale Anbieter von Waren und Dienstleistungen wirtschaftlich extrem interessant und Treibstoff für digital getriebene Geschäftsprozesse.

### Brandgefahr
Es hat sich gezeigt, dass sich die Akkus von E-Scootern, Pedelecs und anderen mit gleichartigen Akkus ausgestatteten Geräten spontan selbstentzünden können. Im Februar 2024 empfahl der Verband Deutscher Verkehrsunternehmen seinen Mitgliedern deshalb, die Mitnahme von E-Tretroller in Bussen und Bahnen zu untersagen. In der Folge verboten ÖPNV-Unternehmen, E-Scooter in ihren Fahrzeugen mitzunehmen. Der Bundesverband Elektro-Kleinstfahrzeuge kritisierte die Verbote und nannte die Belege für die befürchtete Brandgefahr „nicht stichhaltig“.

## Unfallbilanzen (Deutschland)

### Anfangszeit
Während des ersten Monats, in dem die E-Roller in Berlin eingesetzt wurden (15. Juni bis 16. Juli 2019), registrierte die Polizei 21 Unfälle, mit vier Schwer- und 15 Leichtverletzten. 18 dieser Unfälle wurden von Scooterfahrern verursacht. Jeder dritte Unfall ereignete sich ohne Beteiligung anderer Verkehrsteilnehmer.
In Köln wurden im Zeitraum Juni bis November 2019 104 Verkehrsunfälle mit 109 Verletzten unter Beteiligung von E-Scootern aufgezeichnet. 88 Prozent davon wurden von E-Scooter Fahrern verschuldet. Bei den meisten Unfallverursachern handelte es sich um Touristen, die im Innenstadtbereich unterwegs waren. Als wichtigste Probleme wurden genannt:
- Viele Fahrer überschätzen ihre Fähigkeiten.
- Risiken von Alkoholeinfluss werden unterschätzt: für die Benutzer der Roller gelten laut Straßenverkehrsordnung die gleichen Promillegrenzen wie beim Führen anderer Kraftfahrzeuge.[51]
- Die Fahrdynamik und Stabilität sind schlechter als bei allen anderen Kleinstfahrzeugen; die Füße und der Kopf sind beim Touchieren oder bei Stürzen extrem gefährdet. Der Nutzer ist nicht sicher mit dem Trittbrett verbunden, es bestehen Defizite beim Umgang mit der Technik.
- Fahren ohne Versicherung
- Benutzung von Gehwegen, Parkanlagen oder Fußgängerzonen trotz Verbot
- Mitfahren einer zweiten Person
- Fahrerflucht.

Die Bundesregierung finanziert mit einer Million Euro eine Studie zweier Gruppen von Wissenschaftlern, in denen Körperverletzungen und ihre Entstehung analysiert werden und Gegenmaßnahmen aufgezeigt werden sollen.
In einer retrospektiven Studie aus Hamburg unter 89 verunfallten E-Scooter-Fahrern waren 28 % von ihnen alkoholisiert, vergleichbar mit Zahlen aus Dänemark und Australien. Die Unfälle traten vor allem am Wochenende auf. Kopf- und Gesichtsverletzungen waren häufig, keiner der Verunfallten konnte nachweisen, dass er einen Helm trug.

### Langfristige Entwicklung
Für das gesamte Jahr 2020 registrierte die Polizei in Deutschland insgesamt 2155 Unfälle mit den Elektrokleinstfahrzeugen, bei denen Menschen verletzt oder getötet wurden. Dabei kamen insgesamt 5 Menschen ums Leben, 386 wurden schwer verletzt und 1907 leicht. Mehr als 80 % dieser Verunglückten waren die Fahrer selbst. Die meisten E-Scooter-Unfälle mit Personenschaden gab es in Nordrhein-Westfalen (566) und Bayern (334), die wenigsten in Mecklenburg-Vorpommern (16) und Thüringen (11). Auffällig sei, wie viele Nutzer selbst für Schäden verantwortlich waren, ist einer Untersuchung des Statistischen Bundesamtes vom März 2021 zu entnehmen. Demnach waren ein Drittel (33,7 %) aller verunglückten E-Scooter-Fahrer jünger als 25 Jahre, E-Scooter waren an 0,8 % aller Unfälle mit Personenschaden beteiligt. Das Fahren unter Alkoholeinfluss war die häufigste Unfallursache mit einem Anteil von 18,3 %.
Im Jahr 2021 hatten es laut Gesamtverband der Deutschen Versicherungswirtschaft (GDV) 1150 Unfälle mit E-Scootern gegeben, bei denen andere Menschen zu Schaden kamen, wobei der durchschnittlichen Schaden 3.850 Euro betragen habe, ähnlich wie bei Mofas und Mopeds.
Eine Studie an der Uniklinik Essen, die im Januar 2022 veröffentlicht wurde, kommt zu dem Ergebnis, dass die offizielle Statistik wohl nur einen Bruchteil aller Unfälle mit E-Rollern abbilde. Vermutlich verletzten sich viel mehr Menschen bei der Fahrt auf E-Scootern, als aus offiziellen Statistiken hervorgehe. Als Ursachen für einen erhöhten Anteil von Schwerverletzten im Vergleich zu Fahrradfahrern seien die Elektromobilität, Fahren unter Alkoholeinfluss und das unzureichende Tragen eines Helms bei E‑Scootern bei Dominanz von Kopfverletzungen zu nennen. Da 73 Prozent der erfassten E‑Scooter-Unfälle nicht polizeilich registriert wurden, sei von einer sehr viel höheren Anzahl von E‑Scooter-Unfällen auszugehen als bisher angenommen.
2022 kamen elf Menschen bei E-Scooter-Unfällen ums Leben. Insgesamt sei die Zahl der Unfälle mit E-Scootern, bei denen Menschen zu Schaden kamen, gegenüber dem Vorjahr um 49 Prozent gestiegen. Insgesamt wurden 8260 E-Scooter-Unfälle mit Personenschaden gezählt, 1234 Verkehrsteilnehmer wurden dabei schwer verletzt, elf starben. Häufigste Unfallursache war die falsche Benutzung der Fahrbahn oder Gehwege.
Laut einer Analyse des Gesamtverbandes der Deutschen Versicherungswirtschaft waren Leih-E-Scooter 2022 für mehr als die Hälfte der E-Scooter-Unfälle verantwortlich. Dadurch sind Leihroller gegenüber E-Scootern im Privatbesitz deutlich überrepräsentiert. Demnach kam es mit rund 571.000 versicherten E-Scootern in privater Hand zu etwa 1.850 Schäden. Die 193.000 Leih-Scooter in Deutschland hätten rund 2.350 Schäden verursacht. Insgesamt seien 4.200 Schäden und 15,1 Millionen Euro Schadenzahlungen registriert worden. Hinzu kämen Kosten für Unfälle, bei denen nur die E-Scooter-Fahrer verletzt würden.

## Häufigkeit von privaten und Leih-E-Scootern (Deutschland)

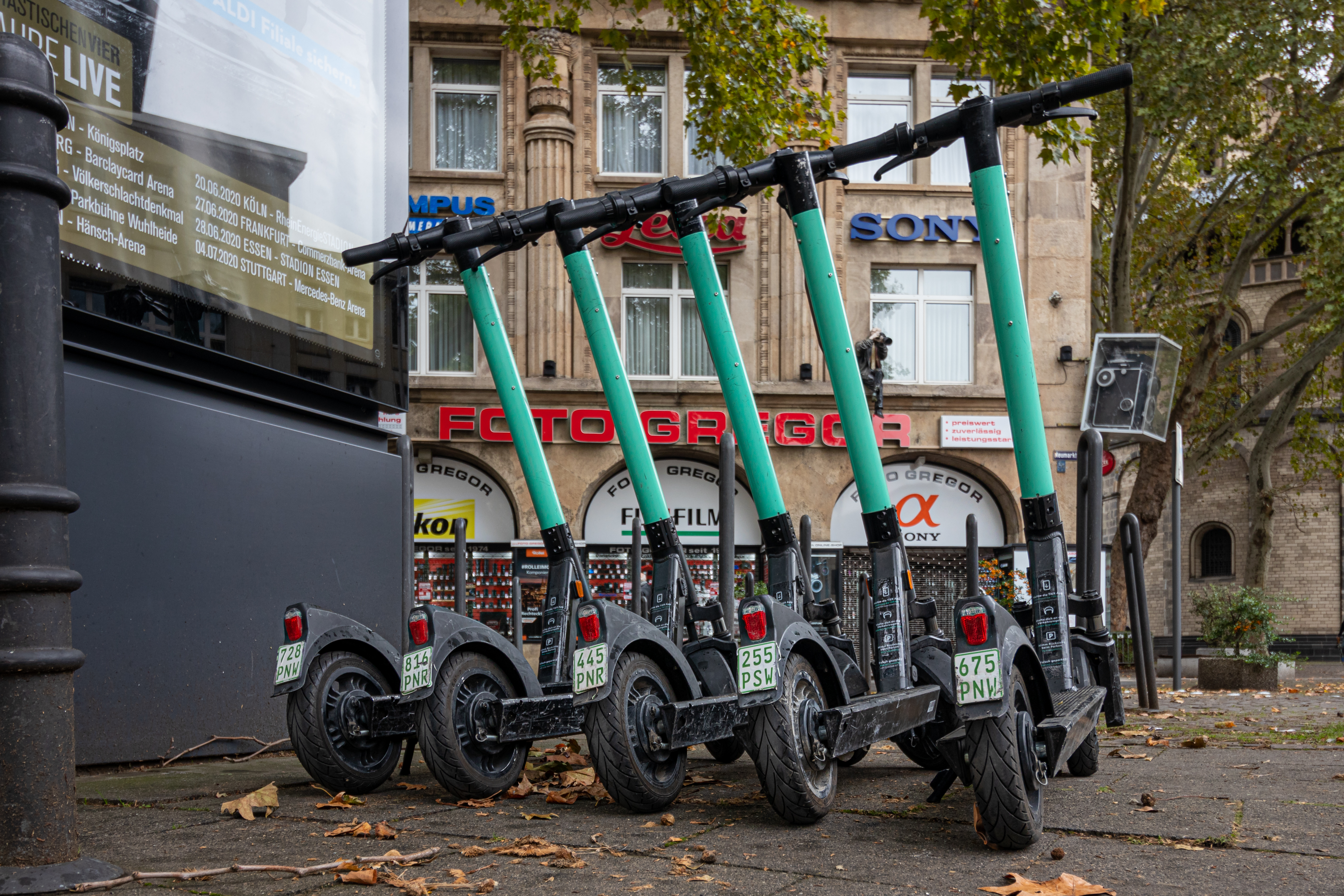
Leih-E-Scooter in Köln

Viele Städte haben die Einführung von E-Roller-Mietangeboten positiv gesehen und erhoffen sich von der Verwendung auch eine Verringerung des Autoverkehrs und damit eine Entlastung der angespannten Verkehrssituation und der Parkplatznot.
In Deutschland gab es 2022 laut dem Gesamtverband der Versicherer insgesamt 764.000 versicherte E-Scooter. Die Zahl hat sich seit dem Jahr 2019 mehr als vervierfacht. 75 Prozent der E-Scooter befinden sich in Privatbesitz, die übrigen 25 Prozent sind Teil von Leihflotten. Das entspricht 193.000 Leih-E-Scootern.

Vor allem an zentralen Orten in Großstädten sind Elektroroller Bestandteil des Stadtbildes, seit Unternehmen dort zehntausende E-Scooter aufgestellt haben. Die Größe der im öffentlichen Raum abgestellten Leihflotten nahm in den vergangenen Jahren stark zu. Besonders schnell stieg die Zahl der Leih-E-Scooter in Berlin, von 11.091 im Jahr 2019 auf 40.900 im Jahr 2022.
| Stadt   | 2019   | 2022   |
| ------- | ------ | ------ |
| Berlin  | 11.091 | 40.900 |
| Hamburg | 7.475  | 20.000 |
| Köln    | 6.389  | 12.500 |
| München | 5.401  | 13.000 |

## Historische Vorgänger

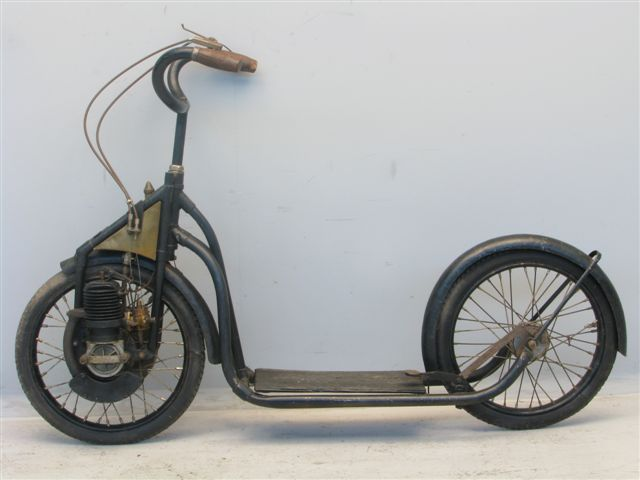
Austro Motorette, Tretroller mit Benzinmotor von 1922

Als Vorgänger des E-Scooter gilt der Autoped, ein Motor-Roller aus den USA, der von 1915 bis 1921 hergestellt wurde und in Deutschland in Lizenz als Krupp-Roller gebaut wurde (allerdings zusätzlich mit einem Sitz ausgestattet). Diesen gab es nicht im Verleih und nur zu kaufen. Nach dem US-amerikanischen Historiker Norton war der Autoped aus verschiedenen Gründen kein großer Erfolg. Seiner Ansicht nach war der Autoped zu schwer, klobig und unbequem, ungefedert, und insbesondere wussten die damaligen Rollerfahrer nicht, wo sie am besten fahren sollten: „Auf der Fahrbahn war es für die Autopeds zu stressig, auf dem Bürgersteig zumeist verboten.“